# Adolfus jacksoni
Adolfus jacksoni är en ödleart som beskrevs av George Albert Boulenger 1899. Adolfus jacksoni ingår i släktet Adolfus och familjen lacertider. Inga underarter finns listade i Catalogue of Life.
Arten förekommer i östra Afrika i Kenya, Uganda, Rwanda, Burundi, Tanzania och östra Kongo-Kinshasa. Honor läggar 3 till 5 ägg per tillfälle.